# Dzong Haa
El dzong de Haa, también conocido como dzong Wangchuk Lo, es una fortaleza-monasterio budista y dzong en la población de Haa, en el distrito homónimo, Bután. Fue fundado en 1895, a 2710 metros de altura junto al río Haa, con la finalidad de proteger la frontera entre Bután y el Tíbet. En la actualidad sirve como centro administrativo regional.

## Historia
A finales del siglo XIX, la región de Haa era una zona fronteriza conocida como «Ha Jue Zhi» que limitaba con el Tíbet, la fuente tradicional de amenazas externas a la seguridad de Bután. El primer dzong de la región fue construido alrededor de 1895 tras el nombramiento del Drungpa (jefe del subdistrito) por Ugyen Dorji, el penlop (gobernador) de Haa, posiblemente como un baluarte contra posibles invasiones tibetanas. Un incendio destruyó la estructura original y el dzong fue reconstruido desde cero en 1915. El edificio fue entonces construido como una oficina administrativa para el Gobierno Real de Bután, así como para el Equipo de Entrenamiento Militar de la India.
En 1963, la responsabilidad del monasterio fue entregada a las Fuerzas Armadas de la India para que la utilizaran como centro de entrenamiento y coordinación. Debido a esto, la mayoría de los festivales en Haa se celebran en el lhakhang Karpo. En 2014, los militares indios declararon que devolverían la administración del dzong al gobierno butanés si este habilita los edificios e instalaciones necesarios.

## Arquitectura
La situación de seguridad de Bután mejoró considerablemente bajo el liderazgo de Ugyen Wangchuck (r. 1907-26). Con la expansión de la paz, la necesidad de reductos fuertemente fortificados no era tan urgente como en generaciones pasadas. Los arquitectos respondieron a esta nueva situación desarrollando nuevos enfoques de la arquitectura dzong que restaron importancia a las características defensivas tradicionales. Un ejemplo de esta nueva dirección es el dzong Wangdü Chöling en Bumthang, en el centro del país. En contraste con los dzongs de períodos anteriores, este incluía características defensivas de forma simbólica y contaba con ventanas ubicadas cerca del nivel del suelo, un cambio con respecto a la práctica típica de colocar ventanas lejos del alcance de posibles atacantes. Otra variación de naturaleza más simbólica fue la eliminación de la tradicional banda khemar de color óxido que envuelve las paredes superiores. El dzong de Haa y Wangdü Chöling son las únicas dos estructuras de este tipo construidas de esa manera. En cambio, las superficies de las paredes están ocupadas por una galería continua de ventanas.